# Granat (color)

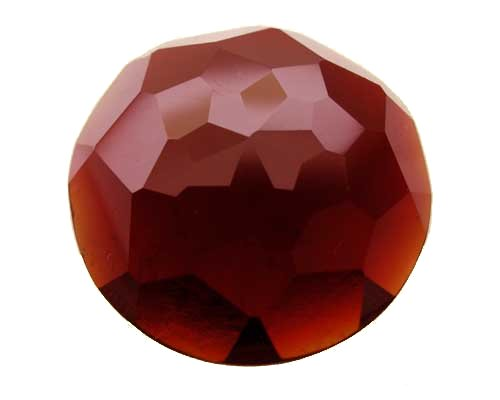
Exemplar del mineral granat

El granat o bordeus és una tonalitat fosca de vermell. Resulta de la barreja dels colors marró i porpra. Pren el nom de la varietat pirop del mineral granat, que és del color del vi de Bordeus.

## Usos
- Color nacional de Letònia.
- Color oficial de l'estat de Queensland (Austràlia).
- El Futbol Club Barcelona utilitza el color al costat del blau a la seva uniforme, fet que li val el sobrenom de "blaugranes".
- Color que utilitza el Club Atlético Lanús (Argentina), així com el sobrenom amb el qual se'l coneix.
- Color utilitzat pel Fluminense Football Club, juntament amb el blanc i el verd, que li van donar el sobrenom de "tricolor".